# Pasar Teluk Dalam
Pasar Teluk Dalam is een bestuurslaag in het regentschap Nias Selatan van de provincie Noord-Sumatra, Indonesië. Pasar Teluk Dalam telt 7257 inwoners (volkstelling 2010).